# Ateleia guaraya
Ateleia guaraya är en ärtväxtart som beskrevs av Theodor Carl Karl Julius Herzog. Ateleia guaraya ingår i släktet Ateleia och familjen ärtväxter. Inga underarter finns listade i Catalogue of Life.